# 御諏訪太鼓

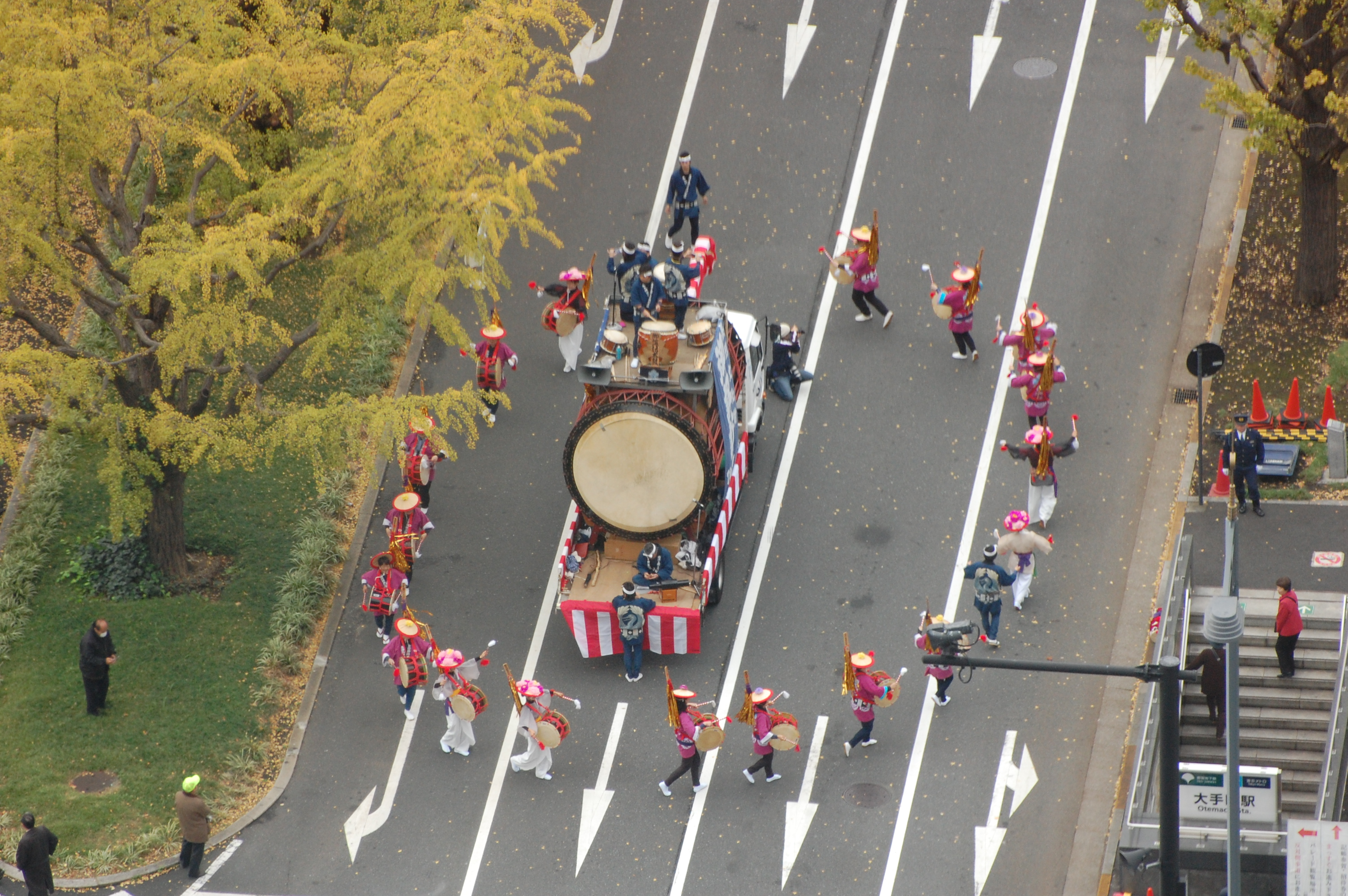
2009年11月12日、天皇陛下御即位二十年をお祝いする国民祭典のパレードにて披露された御諏訪太鼓

御諏訪太鼓（おすわだいこ）は、長野県岡谷市にその道場を持ち小口大八を宗家とする、複式複打法の組太鼓スタイルの曲を中心として演奏する創作和太鼓のプロ集団を指す。御諏訪太鼓保存会によって運営される。

## 歴史
御諏訪太鼓の起源は戦国時代にさかのぼる。戦国時代の武将、武田信玄は川中島の戦い等の戦に際し、指揮・命令系統の重要性を認識し、その手段として和太鼓を用いていた。武田信玄の配下には「御諏訪太鼓21人衆」と呼ばれる陣太鼓を奏でる者達がおり、これが現在の御諏訪太鼓の源流となっている。
その後、この御諏訪太鼓は武田氏の滅亡とともに諏訪地方において神楽太鼓として根付き、継承されていたものの、次第に廃れていった。この譜面を小口大八が解読、曲を再現したのを機に、1951年（昭和26年）頃現在の御諏訪太鼓が結成された。
小口大八は御諏訪太鼓の結成に当たり、武田信玄の時代の御諏訪太鼓の編成（7人1組で計3組による組太鼓）を参考とし、“新生”御諏訪太鼓の復活を果たした。しかし、2008年6月27日午前6時22分、前夜の交通事故により緊急入院先の諏訪赤十字病院において逝去した。後任の会長には、副会長として小口とともに御諏訪太鼓を支えてきた古屋邦夫が就任した。
御諏訪太鼓の代表的な曲としては「諏訪雷」「飛竜三段がえし」「阿修羅」「勇駒」「諏訪湖ばやし」「天鳴竜尾大神楽」「萬岳の響き」などがある。
2024年9月18日、当団体が主宰する『諏訪大社と佛法紹隆寺を巡り諏訪の信仰・精神性を体感する本格的な御諏訪太鼓の奉納演奏体験ツアー』が、優れた着地型体験プログラムを提供する事業者を表彰する「アトラクティブジャパンアワード」より「地域アイデンティティー賞」を授与された。